# Gradimento
Il gradimento costituisce, ai sensi dell'art. 4 della Convenzione di Vienna sulle relazioni diplomatiche del 1961, il presupposto necessario affinché lo Stato accreditante possa effettivamente inviare un agente diplomatico nel Paese di destinazione per svolgere le funzioni di capo della missione diplomatica.
In Italia la procedura seguita per la concessione del gradimento prevede che un'Ambasciata provveda a comunicare al Ministero degli Affari Esteri il nominativo dell'Ambasciatore designato, fornendo al contempo tutti i dati biografici rilevanti. Successivamente la Farnesina avvia la procedura volta all'acquisizione di taluni pareri sulla persona indicata forniti dall'Ambasciata presso lo Stato accreditante, dalla Direzione Geografica ministeriale competente e dai Servizi di "Intelligence". Una volta ricevuti i suddetti pareri, il Ministero degli Esteri trasmette la documentazione al Consigliere Diplomatico del Presidente della Repubblica, il quale ha l'ultima parola, secondo quanto disposto dall'art. 87 della Costituzione, in materia di accreditamento. Qualora il Capo dello Stato decida di non concedere il proprio gradimento, l'Italia non è peraltro tenuta, in base allo stesso art. 4 della Convenzione di Vienna, a motivare il diniego.
La fase successiva alla concessione del gradimento prevede la presentazione delle lettere credenziali al Presidente della Repubblica (e di una copia “d'uso” al Capo del Cerimoniale Diplomatico) e solo a partire da quel momento l'Ambasciatore designato assume effettivamente le piene facoltà di Capo Missione.